# Буртаси
Буртаси – източноевропейско племе вероятно от смесен угро-фински и тюркски произход, населяващо левият бряг на р. Волга, което до средата на X век било подвластно на хазарите. Според мюсюлманските източници (Гардизи, ибн Руста, ал-Бакри и „Худуд ал-алем“) страната на буртасите (бурджнас, барадас) била съседна с тази на българите, и се намирала на разстояние три дни път от последната. С други думи в изворите те се разполагат между Волжка България и Хазарския хаганат. За разлика от хазарите и българите например, буртасите нямали управители (вождове), което е свидетелство за сравнително ниското ниво на обществено-политическите отношения.